# Preondactylus
Preondactylus is een geslacht van uitgestorven basale pterosauriërs dat leefde tijdens het Trias in het gebied van het huidige Italië.

## Vondst en naamgeving
In 1982 vond de Italiaanse amateurpaleontoloog Nando Buffarini in de Alpen een fossiel van een pterosauriër. Tijdens de poging het uit de rotswand te verwijderen, brak het in verschillende stukken. Toen Buffarrini en zijn vrouw die weer in elkaar zetten en schoon trachten te maken met water, bleken de botresten zich in een dun kalklaagje te bevinden dat zo bijna helemaal weggespoeld werd. Toch ging de vondst niet geheel verloren want de afdrukken van de beenderen in het onderliggende sediment bleven bewaard en konden weer zichtbaar worden gemaakt door er een rubberen afgietsel van te maken.

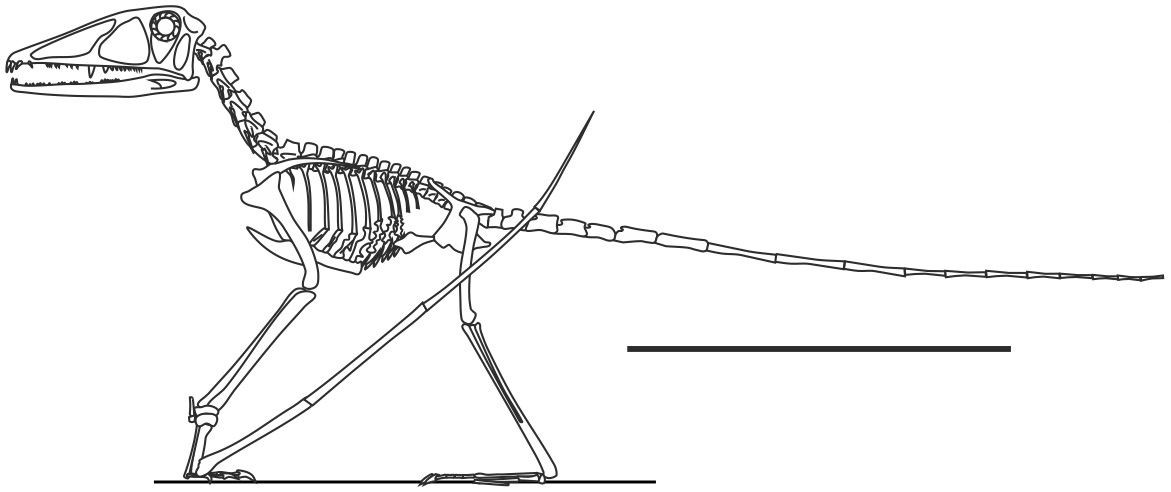
Een reconstructie van het skelet

De soort Preondactylus bufarinii werd in 1984 benoemd en beschreven door Rupert Wild. De geslachtsnaam verwijst naar de vindplaats, de Preonevallei in de buurt van Preone, en verbindt die met het achtervoegsel dactylus, 'vinger', dat vaker toegepast wordt voor pterosauriërs omdat het eerste bekende lid van die groep Pterodactylus was. De soortaanduiding eert de (on)gelukkige vinder, Buffarini.

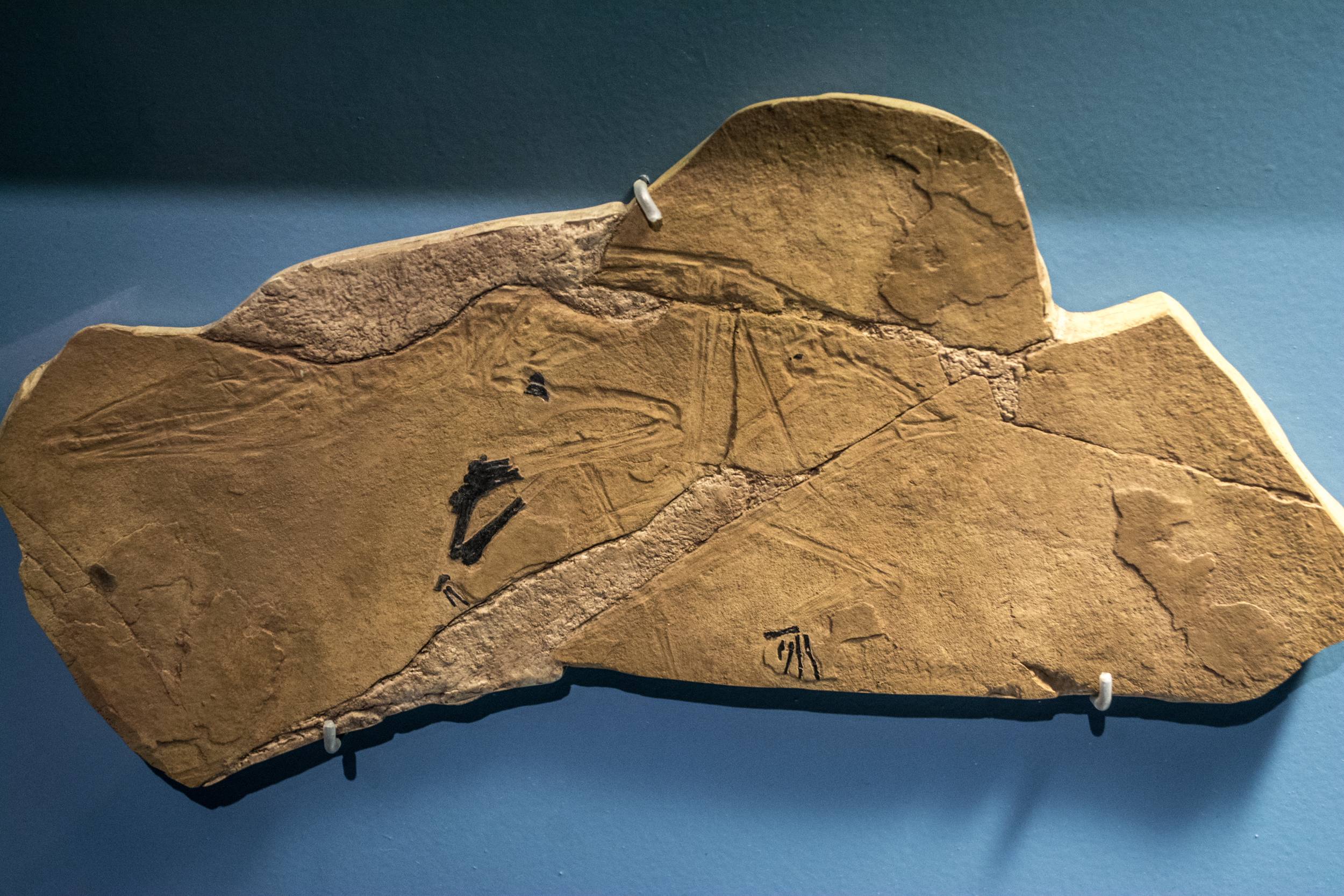
Het holotype bestaat grotendeels uit afdrukken

Het fossiel, holotype MFSN-1891, werd aangetroffen in mariene dolomitische kalksteen van het Norien, in een laag met een ouderdom van ongeveer 215 miljoen jaar. Behalve wat delen van de linkervleugel bestaat het slechts uit afdrukken die echter wel bijna het volledige skelet laten zien in linkerzijaanzicht; alleen de rechterarm en de achterkant van de schedel ontbreken.
In 1984 werd in dezelfde vallei een tweede fossiel, MFSN-1770, gevonden door de Italiaanse paleontoloog Fabio Marco dalla Vecchia. Dit bestaat uit een vijf centimeter lange braakbal met als inhoud de botten van wellicht een preondactylus. Men neemt aan dat die uitgespuwd zijn door een roofvis. Het fossiel werd geprepareerd en in 1988 beschreven door Wild. Betere gegevens over de variabiliteit van de pterosauriërs uit het Trias hebben later twijfel doen rijzen over de identificatie. Een studie uit 2015 concludeerde dat het waarschijnlijk helemaal niet om een pterosauriër ging maar een lid van de Protorosauria.
Een derde fossiel is MFSN 25161, een gedeeltelijke schedel, zonder onderkaken.

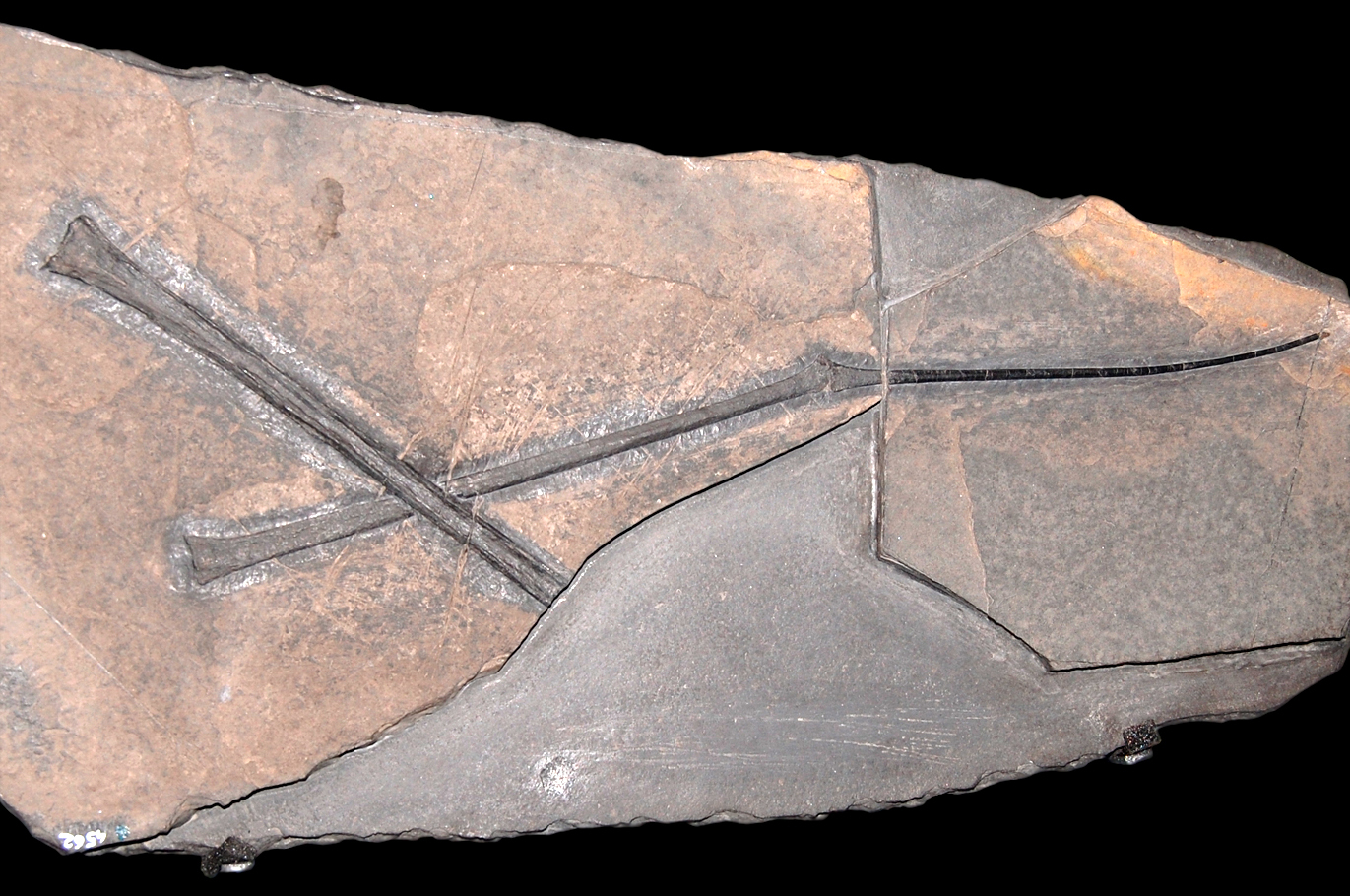
MCSN 4562

Een vierde fossiel dat wel met Preondactylus in verband werd gebracht is Museo Civico di Scienze Naturali (Bergamo) No. 4562, bestaande uit drie vleugelvingerkootjes maar dat wordt door Dalla Vecchia gezien als een niet te determineren pterosauriër.

## Beschrijving
Preondactylus heeft een vrij lange licht bollende schedel, een korte romp, een lange staart verstijfd door werveluitsteeksels, vrij korte armen en erg lange benen. De armen zijn vooral kort door de relatief geringe lengte van de vleugelvinger: het eerste kootje is slechts 35,5 millimeter lang, terwijl het opperarmbeen 32 millimeter bereikt. Zijn kegelvormige tanden hebben een enkele punt en zijn nogal ongelijk in grootte. Hij heeft een spanwijdte van een kleine halve meter. Het gewicht is door Mark Paul Witton geschat op tachtig gram. Het fossiel bevindt zich in de verzameling van het Museo Friuliano di Storia Naturale te Udine.

## Fylogenie

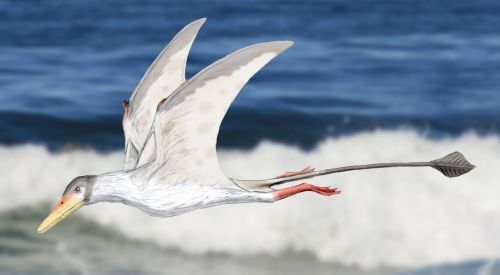
Een interpretatie als "kustpterosauriër" met lage schedel

Hoewel Preondactylus in 1982 als de oudste bekende pterosauriër gezien werd (later moest hij die plaats wegens onzekerheden over de datering afstaan aan Eudimorphodon) en het tweede fossiel uit een nog tweehonderd meter dieper gelegen laag kwam en dus nog ouder moest worden geacht, wees Wild het geslacht toe aan de Rhamphorhynchidae, een vrij afgeleide groep. Al snel ontstond daarover grote twijfel. In het begin van de 21e eeuw toonde exact kladistisch onderzoek aan dat Preondactylus veel basaler moet zijn geweest, dieper in de stamboom van de pterosauriërrevolutie staat. Een analyse van Alexander Kellner had als uitkomst dat de soort zich iets boven de meest basale groep, de Anurognathidae, en Sordes bevond, in een klade met Scaphognathus; een analyse van David Unwin zelfs dat het de meest basale bekende pterosauriër was. Die laatste uitkomst werd veroorzaakt door de combinatie van erg korte vleugels en lange benen. In dat geval moet de lage schedel een autapomorfie zijn, een kenmerk dat apart ontwikkeld is — in dit geval apart van de andere meer afgeleide pterosauriërgroep met lange schedels, de Lonchognatha, waarvan Preondactylus dan de typische afgeleide verschuiving van de achterste schedeldelen niet zou mogen delen. Helaas is nu juist de achterkant van de schedel slecht bewaard gebleven. Unwin geeft als alternatieve interpretatie dat de schedel in het echt veel boller was dan door sommigen gerestaureerd. Dalla Vecchia achtte de soort eerst verwant aan Peteinosaurus, een andere zeer basale pterosauriër, nam daarna een verwantschap aan met Austriadactylus en meende ten slotte dat het geslacht misschien identiek was aan Peteinosaurus. In 2014 publiceerde Brian Andres een analyse waarin Preondactylus binnen de Eopterosauria met andere basale pterosauriërs een naar hem genoemde klade Preondactylia vormde.

## Levenswijze
Wegens de lange schedel, het bewaard zijn in mariene sedimenten en het feit dat het gebied in het Trias een archipel was, neemt wel men aan dat Preondactylus een viseter moet zijn geweest. Omdat hij daarvoor toch wel erg klein is, wordt echter ook een levenswijze als insecteneter mogelijk geacht.